# AB Career associates
AB Career associates（ABキャリア）は、USCPA・CIA・CISAなどの国際資格、及びMBAなど国際学位取得の専門校である株式会社アビタスが提供する転職エージェントである。会計・財務・監査等の実務経験者に向けたキャリア支援を行っている。

## 概要
AB Career associatesは国際資格の専門校であるアビタスを母体とし、実務経験のあるビジネスパーソンのキャリア支援を行ってる。会計・財務・監査といった職種の転職支援のため、専任キャリアアドバイザーが存在する。また、会計・財務分野のプロフェッショナルや各業界のビジネスリーダーを招くキャリアセミナー/イベント、採用担当者が求職者に直接求人をプレゼンする求人説明会等を主催している。
登録者としては、20代~30代の若手実務経験者が中心であり、会計 / 財務領域で専門知識・実務経験を保有する転職希望者が多く登録している。USCPA・CIA・CISA・公認会計士・日商簿記・MBA・税理士・中小企業診断士等の資格保有登録者が多い。

## 沿革
出典：
- 2023年12月 - 国際資格のアビタス(Abitus)が、会計・財務人材とプロフェッショナルファームや事業会社とのマッチングを行う新ブランド「AB Career Associates（ABキャリアアソシエイツ）」を開始
- 2023年12月 - 会計・財務領域におけるキャリア形成をテーマに発信をするYoutubeチャンネル、"アビキャリ”をスタート

## 校舎
現在は東京（新宿）と大阪（梅田）にオフィスがあり、関東・関西ならびに全国の求人をカバーしている。
- 新宿オフィス（本社）

〒151-0053
東京都渋谷区代々木2-1-1 新宿マインズタワー15階
- 梅田オフィス

〒530-0017
大阪府大阪市北区角田町8-1 大阪梅田ツインタワーズ・ノース21階

## グループ企業
- パスメイクホールディングス株式会社 [5]
- 株式会社 TCJグローバル [6]